# Sylvain Teixido

a Compétitions nationales et continentales officielles uniquement.

Sylvain Teixido, né le 8 avril 1985, est un joueur français de rugby à XIII évoluant au poste de talonneur. Il a effectué toute sa carrière à Limoux remportant notamment le Championnat de France en  2016 et 2017, et un titre de Coupe de France.

## Biographie
Il est hors des terrains employé à l'hôpital de Carcassonne.
Il est le cousin d'un autre joueur de rugby à XIII, Paul Barbaza.

## Palmarès
- Vainqueur du Championnat de France : 2016 et 2017 (Limoux).
- Vainqueur de la Coupe de France : 2008 (Limoux).
- Finaliste du Championnat de France : 2009, 2011 et 2018 (Limoux) .
- Finaliste de la Coupe de France : 2005, 2009, 2010, 2013, 2016 et 2018 (Limoux).